# 埃弗特·戈特
埃弗特·戈特（荷蘭語：Evert Gorter，1881年2月19日—1954年2月17日）是一位荷兰生物学家和化学家，知名于与詹姆斯·格伦德尔（James Grendel）从红细胞中成功分离出细胞膜。